# رودیون لوکا
رودیون لوکا (اوکراینی: Родіон Михайлович Лука؛ زادهٔ ۲۹ october ۱۹۷۲ (۵۲ سال)) قایقران قایق بادبانی اهل اوکراین است. وی از برندگان مدال نقره المپیک تابستانی ۲۰۰۴ است.